# 사랑고요
사란고요(스페인어: Zarangollo)는 스페인 무르시아 지방 시골의 흔한 요리이다. 무르시아 지방의 타파스 바에서 흔히 제공된다.
이 요리는 주키니, 양파, 가끔씩은 감자를 넣은 달걀 스크램블이다. 모든 재료를 매우 잘게 썰어서 올리브 기름에 볶은 뒤 으깬 달걀과 섞는다. 이 요리는 뜨거운 채로 제공되며, 보통 와인과 함께 전채로 제공되거나 생선 앙트레와 함께 반찬으로 제공된다.
전통적으로 사란고요에는 감자가 들어가지 않았지만 주키니의 부족으로 인하여 넣기 시작했다. 오늘날에는 두 재료가 모두 들어간 사란고요를 흔하게 찾아볼 수 있다.

## 같이 보기
- 피스토